# Riley Finn
Riley Finn, kallad Riley, spelas av Marc Blucas. Riley bekämpar ondskans makter genom den hemliga militära organisationen The Initiative.
Riley träffar Buffy när hon börjar på college och han blir hennes första seriösa pojkvän efter förhållandet med Angel. De vet till en början inte om varandras hemligheter, men efter att de stöter på varandra i avsnittet Hush när båda har som uppdrag att bekämpa Gentlemännen förstår de att de arbetar mot samma mål och börjar arbeta tillsammans.
När The Initiative förstörs blir Riley instabil och han letar efter att få samma kick som han fick genom att jaga vampyrer och demoner. Bland annat blir han beroende av vampyrbett och glider allt längre ifrån Scooby-gänget. Rileys beteende och hans känsla av att Buffy aldrig kommer att älska honom på riktigt leder till att deras förhållande tar slut. Riley återvänder i säsong sex, som medlem av annan organisation, då tillsammans med sin fru. De behöver Buffys hjälp att besegra en demon som sökt sig till Sunnydale för att föröka sig. När det uppdraget är avklarat lämnar Riley Sunnydale för gott.